# 姫路市立船場小学校
姫路市立船場小学校（ひめじしりつ せんばしょうがっこう）は、兵庫県姫路市東雲町一丁目にある公立小学校。

## 沿革
- 1906年（明治39年）3月3日 - 城南尋常小学校[1]から分離し、姫路市立船場尋常小学校として開校。
- 1924年（大正13年）4月1日 - 姫路市立西尋常小学校を併合。
- 1941年（昭和16年）4月1日 - 国民学校令により、姫路市立船場国民学校と改称。
- 1945年（昭和20年）7月4日 - 姫路空襲により、校舎全焼。
- 1947年（昭和22年）4月1日 - 学制改革により、姫路市立船場小学校と改称。
- 1959年（昭和34年）6月20日 - 講堂落成。
- 1971年（昭和46年）7月5日 - プール竣工。
- 1972年（昭和47年）月日 - 鉄筋校舎竣工。以後1974年、1975年、1979年に引き続いて建設。
- 1980年（昭和55年）12月26日 - 楠のフェンス完成。
- 1981年（昭和56年）5月23日 - 船場の銘木顕彰式。
- 1989年（平成元年）3月19日 - 体育館竣工。
- 1991年（平成3年）3月18日 - プール改修。
- 1992年（平成4年）8月27日 - 鉄筋校舎を全面改修。
- 1995年（平成7年）11月29日 - 創立90周年を記念し、航空写真を撮影。
- 2005年（平成17年）11月23日 - 創立100周年記念式典を挙行。

## 通学区域
姫路城西側・船場地区の南部に相当する。船場北部（龍野町1丁目～6丁目以北）は1942年（昭和17年）より城西国民学校（現：姫路市立城西小学校）に分離されている。
- 姫路市
  - 琴岡町、船丘町、西新町、小姓町、元町、米田町、船橋町2丁目-6丁目、片田町、博労町、地内町、塩町（一部）、十二所前町（一部）、忍町（一部）、久保町（一部）、高尾町（一部）、上片町、福沢町、神田町1丁目-4丁目、千代田町、花影町1丁目-4丁目、東雲町1丁目-6丁目、定元町、土山東の町、土山1丁目-3丁目、南車崎1丁目-2丁目、南今宿（高岡小学校校区を除く）、神子岡前1丁目（一部）。 上記のうち塩町、十二所前町、忍町、久保町、高尾町の各一部については、戦災復興事業による町域変更のため、教育委員会での校区外就学の手続きによって白鷺小中学校への変更可能。この他、車崎1丁目、山畑新田からも高岡小学校から船場小学校へ変更可能[2]。

卒業生は基本的に姫路市立琴陵中学校へ進学する。

## 周辺
校区一帯の船場地区は、江戸時代に船場川が播磨灘への水路として開発され、流通拠点として栄えた。また本徳寺（船場御坊）の寺内町でもある。太平洋戦争（大東亜戦争）で空襲被害を受けたものの、今なお古い街並や歴史的建造物、城下町以来の地名が残る。
国道2号北側沿いに、7棟の船場ビル群が並ぶ。
- 十二所神社
- 船場川

## アクセス
- JR西日本姫路駅・山陽電鉄山陽姫路駅から北西へ900m。
- 神姫バス・姫路市営バス 花影町バス停（西行きのみ）下車、北東へ300m。

## 通学区域が隣接している学校
- 姫路市立城西小学校
- 姫路市立高岡小学校
- 姫路市立荒川小学校
- 姫路市立手柄小学校
- 姫路市立白鷺小中学校